# Bojana Popovićová
Bojana Popovićová, rodným jménem Petrovićová (* 20. listopadu 1979 Niš) je bývalá černohorská házenkářka. Reprezentovala Jugoslávii i samostatnou Černou Horu.
S jugoslávskou reprezentací získala bronz na mistrovství světa v roce 2001. S černohorskou reprezentací získala stříbrnou olympijskou medaili na hrách v Londýně roku 2012. Po tomto úspěchu ukončila kariéru. Později se ale ještě vrátila odehrát olympijský turnaj v roce 2016. Za černohorský národní tým tak v letech 2009–2016 odehrála celkem 61, v nichž vstřelila 315 branek.
Je šestinásobnou vítězkou nejprestižnější evropské klubové soutěže, Ligy mistrů EHF. Jednou tohoto úspěchu dosáhla v dresu černohorského klubu ŽRK Budućnost Podgorica (2012), třikrát s dánským Slagelse FH (2004, 2005, 2007) a dvakrát s rovněž dánským klubem Viborg HK (2009, 2010). Se Slagelse též vyhrála Pohár EHF (2003). Třikrát se stala nejlepší střelkyní Ligy mistrů (2004, 2005, 2007). Má šest titulů mistryně Dánska (2003, 2005, 2007, 2008, 2009, 2010), dva tituly mistryně Černé Hory (2011, 2012) a čtyři tituly mistryně Srbska a Černé Hory (1999, 2000, 2001, 2002).
Čtyřikrát byla vyhlášena nejlepší házenkářkou Dánska (2004, 2005, 2007, 2008). V roce 2012 byla zvolena černohorským sportovcem roku (spolu s Katarinou Bulatovićovou). V roce 2023 byla uvedena do síně slávy Evropské házenkářské federace.
Po skončení hráčské kariéry se začala věnovat trénování. Vedla nejprve klub Budućnost Podgorica, od roku 2021 trénuje černohorskou ženskou reprezentaci. V roce 2022 ji přivedla k bronzové medaili na mistrovství Evropy.